# Jasmin Open
El torneig de Monastir, conegut oficialment com a Jasmin Open Monastir, és una competició tennística professional que es disputa sobre pista dura disputat al Magic Hotel Skanes de Monastir (Tunísia). Pertany als WTA 250 del circuit WTA femení i es va crear l'any 2022.

## Palmarès

### Individual femení
| Any  | Campiona          | Finalista        | Resultat |
| ---- | ----------------- | ---------------- | -------- |
| 2024 | Sonay Kartal      | Rebecca Šramková | 6−3, 7−5 |
| 2023 | Elise Mertens (2) | Jasmine Paolini  | 6−3, 6−0 |
| 2022 | Elise Mertens     | Alizé Cornet     | 6−2, 6−0 |

### Dobles femenins
| Any  | Campiones                              | Finalistes                         | Resultat            |
| ---- | -------------------------------------- | ---------------------------------- | ------------------- |
| 2024 | Anna Blinkova Mayar Sherif             | Alina Korneeva Anastasia Zakharova | 2−6, 6−1, [10−8]    |
| 2023 | Sara Errani Jasmine Paolini            | Mai Hontama Natalija Stevanović    | 2−6, 7−6(4), [10−6] |
| 2022 | Kristina Mladenovic Kateřina Siniaková | Miyu Kato Angela Kulikov           | 6−2, 6−0            |